# Caffè Defilla
Il Gran Caffè Defilla è un locale sito in corso Giuseppe Garibaldi 4 a Chiavari, comune della città metropolitana di Genova. Fa parte dei Locali storici d'Italia.

## Storia
Nel 1914 Giuseppe Defilla acquistò dalla famiglia Sanguineti la loro osteria, che si trovava ben situata nel centro della città, e battezzò il locale con il suo cognome, con l'idea di trasformarlo in un raffinato punto d'incontro. Il Defilla ebbe subito molto successo e divenne il centro della vita mondana e culturale del Tigullio, in anni in cui il Levante ligure attirava frequentatori illustri. All'epoca era il maggior caffè della Liguria, dotato di ben quindici vetrine, e posto di fronte al Teatro Cantero, che ha anch'esso un'illustre storia di mondanità e di cultura.
La famiglia Defilla trasformò il locale in una vera e propria istituzione della città e del territorio. Durante la seconda guerra mondiale, per sottolineare la "neutralità" del locale, i titolari sfruttarono la loro origine elvetica, dipingendo sulla saracinesca la bandiera della Svizzera.
Tra i suoi frequentatori si ricordano molte note figure del mondo dello spettacolo come Rita Hayworth, Alberto Sordi, Totò e il ligure Gino Paoli. Tra i politici, i presidenti della Repubblica Antonio Segni e Sandro Pertini e il Senatore a vita Giulio Andreotti.
Ancora oggi considerato il più grande caffè ligure, il Defilla ha aggiunto un'enoteca-ristorante considerata fra le più fornite della regione.